# Tang Suzong
Tang Suzong (kinesiska: 唐肃宗, Táng Sùzōng), född 711, död 762 i Luoyang, var kejsare under den kinesiska Tangdynastin och regerade år 756 till 762. Hans personliga namn var Li Heng (kinesiska: 李亨, Lǐ Hēng). Kejsare Suzong tillträdde efter att den tidigare kejsare Xuanzong flytt till Sichuan under An Shi-upproret år 756 då Tangdynastins huvudstad Chang'an (dagens Xi'an) plundrades av An Lushans rebeller. 